# Lijst van Nederlandse deelnemers aan de Olympische Zomerspelen van 2008
Deze lijst van Nederlandse deelnemers aan de Olympische Zomerspelen 2008 in Peking geeft een overzicht van de sporters die zich hebben gekwalificeerd voor de Spelen. Het totale aantal van 237 sporters (exclusief reserves) is het hoogste van alle deelnames sinds het begin van de Zomerspelen.
| Olympiër                                    | Sport            | Onderdeel | Ervaring  |
| ------------------------------------------- | ---------------- | --- | --------- |
| Sharnol Adriana                             | Honkbal          | Honkbalploeg heren | 3e spelen |
| Robin van Aggele                            | Zwemmen          | 100 m vlinderslag 200 schoolslag 200 wisselslag                                                                         | debutant  |
| Marilyn Agliotti                            | Hockey           | Hockeyploeg dames | 2e spelen |
| Olaf van Andel                              | Roeien           | Mannen Acht met stuurman                                                                                                | debutant  |
| Indra Angad-Gaur                            | Schermen         | Floret | debutant  |
| Naomi van As                                | Hockey           | Hockeyploeg dames | debutant  |
| Ryan Babel                                  | Voetbal          | Voetbalploeg heren | debutant  |
| Otman Bakkal                                | Voetbal          | Voetbalploeg heren | debutant  |
| Roy Beerens                                 | Voetbal          | Voetbalploeg heren | debutant  |
| Dennis Bekkers                              | Taekwondo        | -68 kg | debutant  |
| Chantal Beltman                             | Wielersport      | Wegwielrennen | 2e spelen |
| Iefke van Belkum                            | Waterpolo        | Damesteam | debutant  |
| Gillian van den Berg                        | Waterpolo        | Damesteam | 2e spelen |
| David Bergman                               | Honkbal          | Honkbalploeg heren | debutant  |
| Sander Berk                                 | Triatlon         | Olympische afstand | debutant  |
| Lobke Berkhout                              | Zeilen           | 470 | debutant  |
| Annemieke Bes                               | Zeilen           | Yngling | 2e spelen |
| Raymon van der Biezen                       | Wielersport      | BMX | debutant  |
| Rogier Blink                                | Roeien           | Mannen Acht met stuurman                                                                                                | debutant  |
| Noémi Boekel                                | Softbal          | Softbalploeg dames | debutant  |
| Emiel Boersma                               | Volleybal        | Beachvolleybal | debutant  |
| Thomas Boerma                               | Hockey           | Hockeyploeg heren | debutant  |
| Minke Booij                                 | Hockey           | Hockeyploeg dames | 3e spelen |
| Mitch Booth                                 | Zeilen           | Tornado | 4e spelen |
| Edith Bosch                                 | Judo             | -70 kg | 3e spelen |
| Robert Bouten                               | Kanovaren        | Kanoslalom | debutant  |
| Leon Boyd                                   | Honkbal          | Honkbalploeg heren | debutant  |
| Theo Bos                                    | Wielersport      | Keirin sprint teamsprint                                                                                                | 2e spelen |
| Casper Bouman                               | Zeilen           | RS:X | debutant  |
| Bart Brentjens                              | Wielersport      | Mountainbiken | 4e spelen |
| Matthijs Brouwer                            | Hockey           | Hockeyploeg heren | 2e spelen |
| Ronald Brouwer                              | Hockey           | Hockeyploeg heren | 2e spelen |
| Daniëlle de Bruijn                          | Waterpolo        | Damesteam | 2e spelen |
| Mieke Cabout                                | Waterpolo        | Damesteam | debutant  |
| Yurendell de Caster                         | Honkbal          | Honkbalploeg heren | 2e spelen |
| Geert Cirkel                                | Roeien           | Vier zonder stuurman | 2e spelen |
| Stef Clement                                | Wielersport      | Wegwielrennen tijdrit                                                                                                   | debutant  |
| Rob Cordemans                               | Honkbal          | Honkbalploeg heren | 4e spelen |
| Kalle Coster                                | Zeilen           | 470 | 2e spelen |
| Sven Coster                                 | Zeilen           | 470 | 2e spelen |
| Laurens ten Dam                             | Wielersport      | Wegwielrennen | debutant  |
| Femke Dekker                                | Roeien           | Vrouwen Acht met stuurman                                                                                               | 3e spelen |
| Inge Dekker                                 | Zwemmen          | 100 m vlinderslag 100 meter vrije slag 4x100 meter wisselslag estafette                                                 | 2e spelen |
| Jeroen Delmee                               | Hockey           | Hockeyploeg heren | 4e spelen |
| Rob Derikx                                  | Hockey           | Hockeyploeg heren | 2e spelen |
| Geert-Jan Derikx                            | Hockey           | Hockeyploeg heren | 2e spelen |
| Edith van Dijk                              | Zwemmen          | 10 km marathon | debutant  |
| Wieke Dijkstra                              | Hockey           | Hockeyploeg dames | debutant  |
| Laurence Docherty                           | Hockey           | Hockeyploeg heren | debutant  |
| Nick Driebergen                             | Zwemmen          | 100 meter rugslag 200 meter rugslag                                                                                     | debutant  |
| Caimin Douglas                              | Atletiek         | 4 x 100 m estafette | 3e spelen |
| Dave Draijer                                | Honkbal          | Honkbalploeg heren | 2e spelen |
| Royston Drenthe                             | Voetbal          | Voetbalploeg heren | debutant  |
| Paul Drewes                                 | Roeien           | Lichte vier zonder stuurman                                                                                             | debutant  |
| Michael Duursma                             | Honkbal          | Honkbalploeg heren | debutant  |
| Dex Elmont                                  | Judo             | -66 kg | debutant  |
| Guillaume Elmont                            | Judo             | -81 kg | 2e spelen |
| Urby Emanuelson                             | Voetbal          | Voetbalploeg heren | debutant  |
| Bryan Engelhardt                            | Honkbal          | Honkbalploeg heren | debutant  |
| Marit van Eupen                             | Roeien           | Dubbeltwee lichtgewicht                                                                                                 | 3e spelen |
| Marloes Fellinger                           | Softbal          | Softbalploeg dames | debutant  |
| Jan-Willem Gabriëls                         | Roeien           | Vier zonder stuurman | 2e spelen |
| Miek van Geenhuizen                         | Hockey           | Hockeyploeg dames | 2e spelen |
| Dennis van der Geest                        | Judo             | +100 kg | 3e spelen |
| Robert Gesink                               | Wielersport      | Wegwielrennen Tijdrit                                                                                                   | debutant  |
| Maartje Goderie                             | Hockey           | Hockeyploeg dames | debutant  |
| Marshall Godschalk                          | Roeien           | Lichte vier zonder stuurman                                                                                             | debutant  |
| Eva de Goede                                | Hockey           | Hockeyploeg dames | debutant  |
| Sandra Gouverneur                           | Softbal          | Softbalploeg dames | debutant  |
| Deborah Gravenstijn                         | Judo             | -57 kg | 3e spelen |
| Henk Grol                                   | Judo             | -100 kg | debutant  |
| Chantal Groot                               | Zwemmen          | 100 meter vlinder | 3e spelen |
| Anky van Grunsven met IPS Salinero          | Paardensport     | Dressuurteam Individueel                                                                                                | 6e spelen |
| Rianne Guichelaar                           | Waterpolo        | Damesteam | debutant  |
| Jonathan de Guzmán                          | Voetbal          | Voetbalploeg heren | debutant  |
| Annemiek de Haan                            | Roeien           | Vrouwen Acht met stuurman                                                                                               | 2e spelen |
| Biurakn Hakhverdian                         | Waterpolo        | Damesteam | debutant  |
| Marieke van den Ham                         | Waterpolo        | Damesteam | debutant  |
| Sjoerd Hamburger                            | Roeien           | Skiff | debutant  |
| Suzanne Harmes                              | Turnen           | Vloer | 2e spelen |
| Femke Heemskerk                             | Zwemmen          | 200 wisselslag 4x100 meter vrije slag estafette 4x200 meter vrije slag estafette 4x100 meter wisselslag estafette       | debutant  |
| Maarten Heisen                              | Atletiek         | 4 x 100 m estafette | debutant  |
| Levi Heimans                                | Wielersport      | Ploegenachtervolging | 2e spelen |
| Ariane Herde                                | Kanovaren        | Kanoslalom | debutant  |
| Jeroen Hertzberger                          | Hockey           | Hockeyploeg heren | debutant  |
| Petra van Heijst                            | Softbal          | Softbalploeg dames | debutant  |
| Yvonne Hijgenaar                            | Wielersport      | Sprint | 2e spelen |
| Pieter van den Hoogenband                   | Zwemmen          | 100 meter vrije slag 4x100 meter vrije slag estafette                                                                   | 4e spelen |
| Guus Hoogmoed                               | Atletiek         | 4 x 100 m estafette | debutant  |
| Ellen Hoog                                  | Hockey           | Hockeyploeg dames | debutant  |
| Angelique Hoorn met Blauwendraad's O'Brien  | Paardensport     | Springen | debutant  |
| Laurien Hoos                                | Atletiek         | Zevenkamp | debutant  |
| Robert van der Horst                        | Hockey           | Hockeyploeg heren | debutant  |
| Ruben Houkes                                | Judo             | -60 kg | debutant  |
| Rudi van Houts                              | Wielersport      | Mountainbiken | debutant  |
| Marc Houtzager met Opium VS                 | Paardensport     | Springen | debutant  |
| Timme Hoyng                                 | Hockey           | Hockeyploeg heren | debutant  |
| Jenning Huizenga                            | Wielersport      | Individuele achtervolging Ploegenachtervolging                                                                          | debutant  |
| Mark Huizinga                               | Judo             | -90 kg | 4e spelen |
| Percy Isenia                                | Honkbal          | Honkbalploeg heren | 2e spelen |
| Kew Jaliens                                 | Voetbal          | Voetbalploeg heren | debutant  |
| Sidney de Jong                              | Honkbal          | Honkbalploeg heren | 2e spelen |
| Saskia de Jonge                             | Zwemmen          | 4x200 meter vrije slag estafette                                                                                        | debutant  |
| Calvin Jong-A-Pin                           | Voetbal          | Voetbalploeg heren | debutant  |
| Rebekka Kadijk                              | Volleybal        | Beachvolleybal | 3e spelen |
| Judith van Kampen                           | Softbal          | Softbalploeg dames | debutant  |
| Michiel van Kampen                          | Honkbal          | Honkbalploeg heren | debutant  |
| Willy Kanis                                 | Wielersport      | Sprint | debutant  |
| Jolanda Keizer                              | Atletiek         | Zevenkamp | debutant  |
| Hilda Kibet                                 | Atletiek         | 10.000 meter | debutant  |
| Nienke Kingma                               | Roeien           | Vrouwen Acht met stuurman                                                                                               | debutant  |
| Eugene Kingsale                             | Honkbal          | Honkbalploeg heren | debutant  |
| Lornah Kiplagat                             | Atletiek         | 10.000 meter | 2e spelen |
| Jozef Klaassen                              | Roeien           | Mannen Acht met stuurman                                                                                                | debutant  |
| Lieke Klaus                                 | Wielersport      | BMX | debutant  |
| Noeki Klein                                 | Waterpolo        | Damesteam | debutant  |
| Meindert Klem                               | Roeien           | Mannen Acht met stuurman                                                                                                | debutant  |
| Dirk van 't Klooster                        | Honkbal          | Honkbalploeg heren | 3e spelen |
| Kim Kluijskens                              | Softbal          | Softbalploeg dames | debutant  |
| Kirsten van der Kolk                        | Roeien           | Dubbeltwee lichtgewicht                                                                                                 | 3e spelen |
| Marcelien de Koning                         | Zeilen           | 470 | debutant  |
| Roel Koolen                                 | Honkbal          | Honkbalploeg heren | debutant  |
| Saskia Kosterink                            | Softbal          | Softbalploeg dames | debutant  |
| Simone Koot                                 | Waterpolo        | Damesteam | debutant  |
| Jolanda Kroesen                             | Softbal          | Softbalploeg dames | debutant  |
| Ranomi Kromowidjojo                         | Zwemmen          | 200 meter vrije slag 4x100 meter vrije slag estafette 4x200 meter vrije slag estafette 4x100 meter wisselslag estafette | debutant  |
| Karsten Kroon                               | Wielersport      | Wegwielrennen | 2e spelen |
| David Kuiper                                | Roeien           | Mannen Acht met stuurman                                                                                                | debutant  |
| Robert Lathouwers                           | Atletiek         | 800 meter | debutant  |
| Raily Legito                                | Honkbal          | Honkbalploeg heren | debutant  |
| Li Jiao                                     | Tafeltennis      | Enkelspel Landentoernooi                                                                                                | debutant  |
| Li Jie                                      | Tafeltennis      | Enkelspel Landentoernooi                                                                                                | debutant  |
| Robert Lijesen                              | Zwemmen          | 50 meter vrije slag 4x100 meter vrije slag estafette                                                                    | debutant  |
| Gerard van der Linden                       | Roeien           | Lichte vier zonder stuurman                                                                                             | 2e spelen |
| Tim Lips met Oncarlos                       | Paardensport     | Eventing Individueel | debutant  |
| Reinder Lubbers                             | Roeien           | Mannen Acht met stuurman                                                                                                | debutant  |
| Patrick van Luijk                           | Atletiek         | 4 x 100 m estafette | debutant  |
| Kamiel Maase                                | Atletiek         | Marathon | 3e spelen |
| Hedwiges Maduro                             | Voetbal          | Voetbalploeg heren | debutant  |
| Roy Makaay                                  | Voetbal          | Voetbalploeg heren | debutant  |
| Diego Markwell                              | Honkbal          | Honkbalploeg heren | 2e spelen |
| Dirk Marcellis                              | Voetbal          | Voetbalploeg heren | debutant  |
| Eugène Martineau                            | Atletiek         | Tienkamp | 2e spelen |
| Shairon Martis                              | Honkbal          | Honkbalploeg heren | debutant  |
| Mirjam Melchers-van Poppel                  | Wielersport      | Wegwielrennen Tijdrit                                                                                                   | 3e spelen |
| Martijn Meeuwis                             | Honkbal          | Honkbalploeg heren | debutant  |
| Ilse van der Meijden                        | Waterpolo        | Damesteam | debutant  |
| Lisa Mensink                                | Triatlon         | Olympische afstand | debutant  |
| Hans Peter Minderhoud met Exquis Nadine     | Paardensport     | Dressuurteam Individueel                                                                                                | debutant  |
| Merel Mooren                                | Volleybal        | Beachvolleybal | debutant  |
| Fatima Moreira de Melo                      | Hockey           | Hockeyploeg dames | 3e spelen |
| Jens Mouris                                 | Hockey           | Individuele achtervolging Ploegenachtervolging koppelkoers                                                              | 3e spelen |
| Eefke Mulder                                | Hockey           | Hockeyploeg dames | 2e spelen |
| Mandy Mulder                                | Zeilen           | Yngling | debutant  |
| Teun Mulder                                 | Wielersport      | Keirin Teamsprint Sprint                                                                                                | 2e spelen |
| Pim Nieuwenhuis                             | Zeilen           | Tornado | debutant  |
| Teun de Nooijer                             | Hockey           | Hockeyploeg heren | 4e spelen |
| Reinder Nummerdor                           | Volleybal        | Beachvolleybal | 3e spelen |
| Maartje Paumen                              | Hockey           | Hockeyploeg dames | debutant  |
| Daisy de Peinder                            | Softbal          | Softbalploeg dames | debutant  |
| Erik Pieters                                | Voetbal          | Voetbalploeg heren | debutant  |
| Sophie Polkamp                              | Hockey           | Hockeyploeg dames | debutant  |
| Pieter-Jan Postma                           | Zeilen           | Finn | debutant  |
| Rob Reckers                                 | Hockey           | Hockeyploeg heren | 2e spelen |
| Roline Repelaer van Driel                   | Roeien           | Vrouwen Acht met stuurman                                                                                               | debutant  |
| Lisanne de Roever                           | Hockey           | Hockeyploeg dames | 2e spelen |
| Danny Rombley                               | Honkbal          | Honkbalploeg heren | debutant  |
| Bram Ronnes                                 | Volleybal        | Beachvolleybal | debutant  |
| Manon van Rooijen                           | Zwemmen          | 4x100 meter vrije slag estafette 4x200 meter vrije slag estafette                                                       | 2e spelen |
| Elsbeth van Rooy-Vink                       | Wielersport      | Mountainbiken | 3e spelen |
| Annemarieke van Rumpt                       | Roeien           | Vrouwen Acht met stuurman                                                                                               | 2e spelen |
| Rutger van Schaardenburg                    | Zeilen           | Laser | debutant  |
| Imke Schellekens-Bartels met Sunrise        | Paardensport     | Dressuurteam Individueel                                                                                                | 2e spelen |
| Peter Schep                                 | Wielersport      | Puntenkoers koppelkoers                                                                                                 | 4e spelen |
| Ivo Snijders                                | Roeien           | Lichte vier zonder stuurman                                                                                             | 2e spelen |
| Janneke Schopman                            | Hockey           | Hockeyploeg dames | 2e spelen |
| Hinkelien Schreuder                         | Zwemmen          | 50 meter vrije slag 4x100 meter vrije slag estafette                                                                    | debutant  |
| Gerco Schröder met Eurocommerce Berlin      | Paardensport     | Springen | 2e Spelen |
| Gregory Sedoc                               | Atletiek         | 110 m horden | 2e spelen |
| Olivier Siegelaar                           | Roeien           | Mannen Acht met stuurman                                                                                                | debutant  |
| Sarah Siegelaar                             | Roeien           | Vrouwen Acht met stuurman                                                                                               | 2e spelen |
| Alette Sijbring                             | Waterpolo        | Damesteam | debutant  |
| Jeroen Sluijter                             | Honkbal          | Honkbalploeg heren | debutant  |
| Gerald Sibon                                | Voetbal          | Voetbalploeg heren | debutant  |
| Diederik Simon                              | Roeien           | Mannen Acht met stuurman                                                                                                | 4e spelen |
| Minke Smabers                               | Hockey           | Hockeyploeg dames | 3e spelen |
| Richard Schuil                              | Volleybal        | Beachvolleybal | 4e spelen |
| Robert Slippens                             | Wielersport      | Ploegenachtervolging | 4e spelen |
| Tjerk Smeets                                | Honkbal          | Honkbalploeg heren | debutant  |
| Alexander Smit                              | Honkbal          | Honkbalploeg heren | 2e spelen |
| Marjan Smit                                 | Softbal          | Softbalploeg dames | debutant  |
| Yasemin Smit                                | Waterpolo        | Damesteam | debutant  |
| Rutger Smith                                | Atletiek         | Discuswerpen Kogelstoten                                                                                                | 2e spelen |
| Marlies Smulders                            | Roeien           | Vrouwen Acht met stuurman                                                                                               | 2e spelen |
| Evander Sno                                 | Voetbal          | Voetbalploeg heren | debutant  |
| Rebecca Soumeru                             | Softbal          | Softbalploeg dames | debutant  |
| Mitchel Steenman                            | Roeien           | Mannen Acht met stuurman                                                                                                | debutant  |
| Wim Stroetinga                              | Wielersport      | Ploegenachtervolging | debutant  |
| Juan Carlos Sulbaran                        | Honkbal          | Honkbalploeg heren | debutant  |
| Taeke Taekema                               | Hockey           | Hockeyploeg heren | 2e spelen |
| Niki Terpstra                               | Wielersport      | Wegwielrennen | debutant  |
| Helen Tanger                                | Roeien           | Vrouwen Acht met stuurman                                                                                               | 2e spelen |
| Jelena Timina                               | Tafeltennis      | Landentoernooi | debutant  |
| Nathalie Timmermans                         | Softbal          | Softbalploeg dames | debutant  |
| Carola Uilenhoed                            | Judo             | +78 kg | debutant  |
| Jolijn van Valkengoed                       | Zwemmen          | 100 meter schoolslag 4 x 100 m wisselslag estafette                                                                     | debutant  |
| Thijs van Valkengoed                        | Zwemmen          | 100 meter schoolslag | 2e spelen |
| Bianca van der Velden                       | Synchroonzwemmen | Duet | 2e spelen |
| Sonja van der Velden                        | Synchroonzwemmen | Duet | 2e spelen |
| Marleen Veldhuis                            | Zwemmen          | 50 meter vrije slag 100 meter vrije slag 4x100 meter vrije slag                                                         | 2e spelen |
| Tim Veldt                                   | Wielersport      | Teamsprint | debutant  |
| Matthijs Vellenga                           | Roeien           | Vier zonder stuurman | 2e spelen |
| Bas van Velthoven                           | Zwemmen          | 4x100 meter vrije slag estafette                                                                                        | debutant  |
| Ellen Venker                                | Softbal          | Softbalploeg dames | debutant  |
| Kenneth Vermeer                             | Voetbal          | Voetbalploeg heren | debutant  |
| Gijs Vermeulen                              | Roeien           | Vier zonder stuurman | 2e spelen |
| Bas Verwijlen                               | Schermen         | Degen | debutant  |
| Guus Vogels                                 | Hockey           | Hockeyploeg heren | 4e spelen |
| Britt Vonk                                  | Softbal          | Softbalploeg dames | debutant  |
| Vincent Voorn met Audi's Alpapillon-Armanie | Paardensport     | Springen | debutant  |
| Marianne Vos                                | Wielersport      | Wegwielrennen Tijdrit Puntenkoers                                                                                       | debutant  |
| Kristi de Vries                             | Softbal          | Softbalploeg dames | debutant  |
| Pim Walsma                                  | Honkbal          | Honkbalploeg heren | debutant  |
| Lidewij Welten                              | Hockey           | Hockeyploeg dames | debutant  |
| Marcel van der Westen                       | Atletiek         | 110 m horden | debutant  |
| Sander van der Weide                        | Hockey           | Hockeyploeg heren | 3e spelen |
| Maarten van der Weijden                     | Zwemmen          | 10 km marathon | debutant  |
| Roderick Weusthof                           | Hockey           | Hockeyploeg heren | debutant  |
| Peter Wiersum                               | Roeien           | Mannen Acht met stuurman                                                                                                | debutant  |
| Robert de Wilde                             | Wielersport      | BMX | debutant  |
| Rob van den Wildenberg                      | Wielersport      | BMX | debutant  |
| Elisabeth Willeboordse                      | Judo             | -63 kg | debutant  |
| Merel Witteveen                             | Zeilen           | Yngling | debutant  |
| Ester Workel                                | Roeien           | Vrouwen Acht met stuurman                                                                                               | 2e spelen |
| Mitja Zastrow                               | Zwemmen          | 100 meter vrije slag 4x100 meter vrije slag estafette                                                                   | 2e spelen |
| Epke Zonderland                             | Turnen           | Rekstok | debutant  |
| Gianni Zuiverloon                           | Voetbal          | Voetbalploeg heren | debutant  |